# Anna Vanzan
Anna Vanzan (Venezia, 16 novembre 1955 – Venezia, 24 dicembre 2020) è stata un'iranista, islamista e traduttrice italiana.

## Biografia
Laureata in lingue orientali all'Università Ca' Foscari Venezia, conseguì il Ph.D. in Near Eastern Studies presso la New York University. Si occupò di problematiche di genere nei paesi islamici, in molti dei quali svolse attività di ricerca.
Tenne corsi in atenei italiani e stranieri, da ultimo il corso Culture as mediation (MIM-Università  Ca’ Foscari).
Fu redattrice della rivista Afriche&Orienti e collaborò con testate giornalistiche e programmi radiofonici nazionali e esteri.
Fu autrice di numerosi articoli pubblicati in riviste italiane e internazionali.
Traduttrice di letteratura persiana contemporanea, nel 2017 ricevette dal Ministero della Cultura (MIBACT) il premio alla carriera per opera traduttiva e diffusione della cultura persiana in Italia.
Morì il 24 dicembre 2020 all'età di 65 anni. I funerali si svolsero il 28 dicembre.

## Opere

### Articoli scientifici
- ”Queering Islam: accommodating transsexuality and religion in the Islamic Republic of Iran”, in Diversidad sexual y sistemas religiosos.Diálogos trasnacionales en el mundo contemporáneo/Sexual Diversity and religious systems. Transnational dialogues in the contemporary world, Martin Jaime ed. Lima: CMP Flora Tristán/UNMSM, 2017;
- “The Popularization of Art in Late Qajar Iran: the importance of class and gender”, in Quaderni Asiatici, 106, 2014;
- “The LGBT Question in Iranian Cinema: a Proxy Discourse?”, in DEP, Deportate Esuli e profughe, 25, luglio 2014;
- “Ciador art: Neo Orientalismo e repressione”, in Mondi Migranti 1/2014;

### Capitoli di libri
- “Between the Rosary and the Qur’an. The cooperation between Catholic women and Islamic Feminists in Italy”, in Omaima Abou-Bakr (a cura di) Feminist&Islamic Perspectives. New Horizons of Knowledge and Reform, The Women and Memory Forum, Cairo, 2013;
- “Family Law in Post Revolutionary Iran. Closing the doors of jtehad?”, in E. Giunchi (a cura di) Adjudicating Family Law in Muslim Courts, Routledge, London, 2014;
- “From the pen to the Rotary Press: Women Book Publishers in Post- Revolutionary Iran”, in Cultural Revolution in Iran, a cura di A. Sreberny e M. Torfeh, IBTauris, London, 2013;
- “Traveling translations and orientalism in reverse. Persian(homo) erotic literature and its translations into Western languages”, in Komunikacija i kultura, 1, 2013;
- “Weaving with Needles and Pens: Sufism, self-affirmation, and Women’sPoetry in the Indian sub-continent”, in Pakistan Journal of Women’s Studies: Alam-e-Niswan, 20, 1, 2013.

### Saggi
- Donne d’Iran tra storia, politica e cultura, edizioni Aseq IPO, 2019
- L’Islam visuale. Immagini e potere dagli Omayyadi ai nostri giorni. Edizioni Lavoro 2018.
- Diario Persiano. Viaggio sentimentale in Iran, Il Mulino, 2017.
- Le donne di Allah, viaggio nei femminismi islamici, B. Mondadori, Milano, nell’autunno 2010, repr.2013.
- Primavere rosa. Rivoluzioni e donne in Medio Oriente, Libraccio, Milano, 2013;
- Donna e giardino nel mondo islamico, Pontecorboli, Firenze, 2013.
- (con Jolanda Guardi) Che genere di islam. Omosessuali, queer e transessuali tra shari’a e nuove interpretazioni, Ediesse, Roma, 2012.
- Figlie di Shahrazàd, scrittrici iraniane dal XIX secolo a oggi, Bruno Mondadori, Milano, 2009.
- Gli sciiti, Il Mulino, 2008
- La storia velata, donne dell’islam nell’immaginario italiano, Edizioni Lavoro, Roma, 2006 - Premio Feudo di Maida 2006.

### Traduzioni
- Le avventure di Hajji Baba di Isfahan dalla versione persiana di Mirza Habib Esfahani, Guida, 1986.
- Parole svelate. Racconti di donne persiane, Imprimitur, 1998.
- Shahrnush Parsipur, Donne senza uomini, Aiep, 2000.
- La storia di Humayun, Ariele, 2000.
- Le dita nella terra, le dita nell'inchiostro. Voci di donne in Afghanistan, India, Iran, Giunti, 2002.
- Mohammad Asaf Soltanzadeh, Perduti nella fuga, Aiep, 2002.
- Lo specchio e la rosa. Antologia di poetesse sufi, Edizioni San Marco Dei Giustiniani, 2003.
- Nahid Tabatabai, La veste strappata, Il Leone Verde, 2003
- Fiabe persiane, Giunti, 2003.
- Goli Taraghi, Tre donne, Edizioni Lavoro, 2008.
- Mahmud Doulatabadi, Il colonnello, Cargo, 2011.
- Fereshteh Sari, Sole a Tehran, Editpress, 2014.
- Goli Taraghi, La signora melograno, Calabuig, 2014.
- Le rose di Persia. Nove racconti di donne iraniane, Edizioni Lavoro, 2016.
- Amir Cheheltan, Via della Rivoluzione, Lastaria Edizioni, 2016.
- Fattaneh Hajj Seyyed Javadi, La scelta di Sudabeh, Francesco Brioschi Editore, 2017.
- Zahra 'Abdi, A Tehran le lumache non fanno rumore, Francesco Brioschi Editore, 2017.
- Simin Daneshvar, "Suvashun. Una storia persiana", Francesco Brioschi Editore, 2018.
- Taj as-Soltaneh, Memorie dell'harem imperiale persiano, Edizioni Lavoro, 2018.
- Zoya Pirzad, Spengo io le luci, Francesco Brioschi Editore, 2019.
- Sadeq Hedayat, "La civetta cieca", Carbonio Editore, 2020.
- Iraj Pezeshkzad, "Mio zio Napoleone", Francesco Brioschi Editore, 2020.
- Sadeq Hedayat, "Il randagio e altri racconti", Carbonio Editore, 2021.